# Babuskin járás

A Babuskin járás a Vologdai területen

A Babuskin járás (oroszul Бабушкинский муниципальный район) Oroszország egyik járása a Vologdai területen. Székhelye imenyi Babuskina.

## Népesség
- 1989-ben 18 037 lakosa volt.
- 2002-ben 14 994 lakosa volt, akik főleg oroszok.
- 2010-ben 13 180 lakosa volt, melyből 13 039 orosz, 57 ukrán, 15 örmény, 14 azeri, 9 fehérorosz, 2 tatár, 2 üzbég stb.